# Men in Black (1934)
Men in Black é o terceiro curta-metragem estrelando o trio de comédia americana pastelão Os Três Patetas (com Moe, Larry e Curly), lançado pela Columbia Pictures em 1934. Os comediantes lançaram 190 curtas-metragens para o estúdio entre 1934 e 1959.

## Sinopse
Os Três Patetas são graduados numa faculdade de medicina. Eles são contratados como médicos no "Los Arms Hospital". O slogan do hospital é: "pelo dever e pela humanidade!" O superintendente diz aos Patetas para se apressarem e atenderem sempre que o alto-falante chamar seus nomes. O curta consiste em uma série de esquetes em que os Patetas vão de um paciente para o outro, cometendo erros que vão desde beber um remédio do paciente, até usarem suas ferramentas dentro de um homem na mesa de operações.
Cada vez que os Três Patetas se apressam e respondem ao alto-falante, surge um cenário diferente:
1º - Eles se apressam para responder usando uma bicicleta de três pessoas. Quando chegam, eles respondem "chamando todos os carros". Várias pessoas aparecem no corredor. Depois de tomar a temperatura de uma mulher, eles a enxotam e limpam a área.
2º - O alto-falante ordena-os a irem para vários quartos para verificarem os pacientes.
3º - Eles informam ao superintendente sobre seus resultados.
4º - Eles correm para atenderem montandos em um cavalo, onde acabam saudando um homem, que lhes entrega um telegrama de Nellie (um interesse amoroso de todos os Três Patetas) que diz que ela irá se casar com aquele que cumprir com o maior "dever e humanidade". Os Patetas então, apostam no "dobro ou nada" com uma moeda. Depois, eles ajudam a observar um paciente que está em coma.
5º - Eles levam o relatório de volta para o supervisor que os ordena para verificar um paciente perigoso. Eles correm para o seu quarto usando carros de mini-corrida. O paciente é mentalmente instável e faz alegações estranhas, tais como ratos aparecendo através de um buraco em sua camisa. O trio prepara o remédio para ele, mas quem acaba bebendo são eles mesmos. O paciente afirma que vê um "canário verde gigante". Moe zomba disso, mas um canário verde, logo entra no quarto assustando a todos.
6º - Depois de lidar com o paciente perigoso, o superintendente diz-lhes que 20 homens foram feridos em um acidente no poço de petróleo e eles precisam do rádio fora do cofre para salvar suas vidas. No entanto, ele acidentalmente engoliu a combinação. Os Patetas executam uma operação no superintendente relutante e assim, recuperam a combinação. Mas eles deixam, por engano, suas ferramentas dentro dele.
7º - Eles então, finalmente ficam fartos do alto-falante e o esmagam em pedaços. Não bastando isso, eles retiram suas armas e destroem a parte que ainda continuava funcionando do alto-falante, que exclama em seu canto do cisne: "Oh, vocês me pegaram!" Os Três Patetas então levantam suas armas e orgulhosamente proclamam: "Por dever e humanidade!"
Toda vez que os Três Patetas saem do escritório do superintendente, Curly acidentalmente acaba quebrando a porta de vidro do seu escritório. Na sua entrada final, um trabalhador de manutenção (tendo ficado cansado de constantemente substituí-lo) intencionalmente quebra a porta para eles.